# Cora (Rakete)

Französische Experimentalrakete Cora

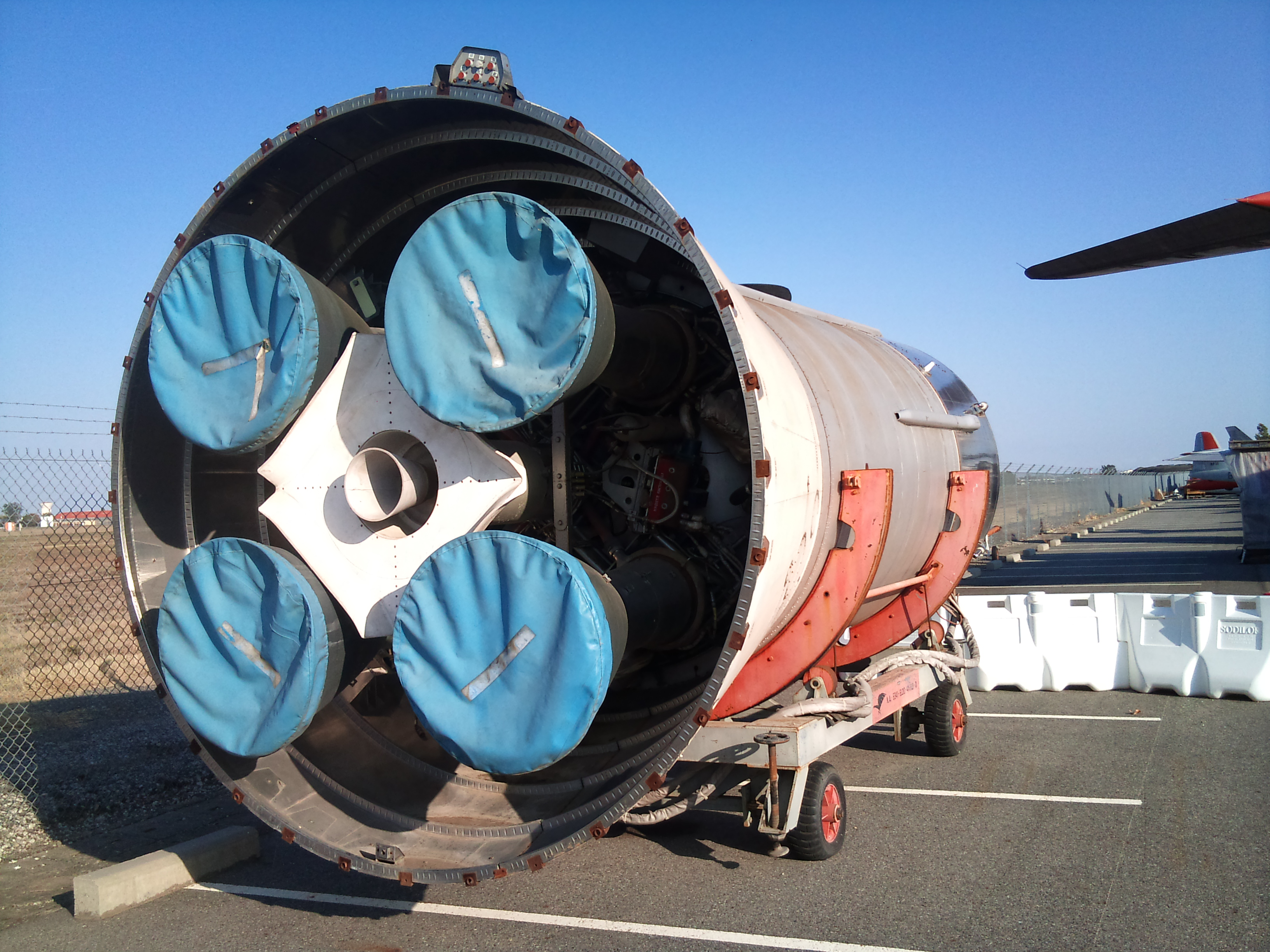
Cora

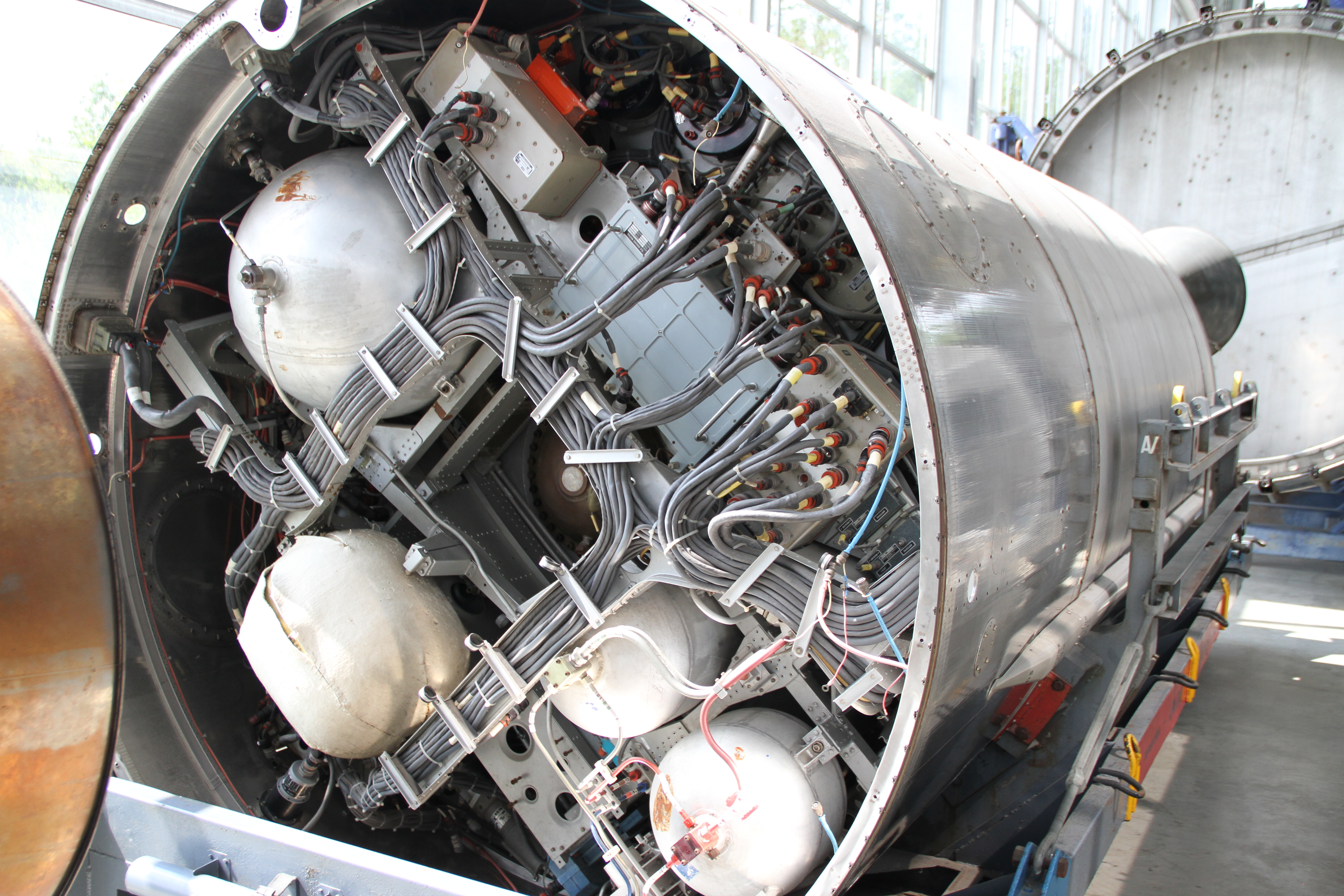
Cora

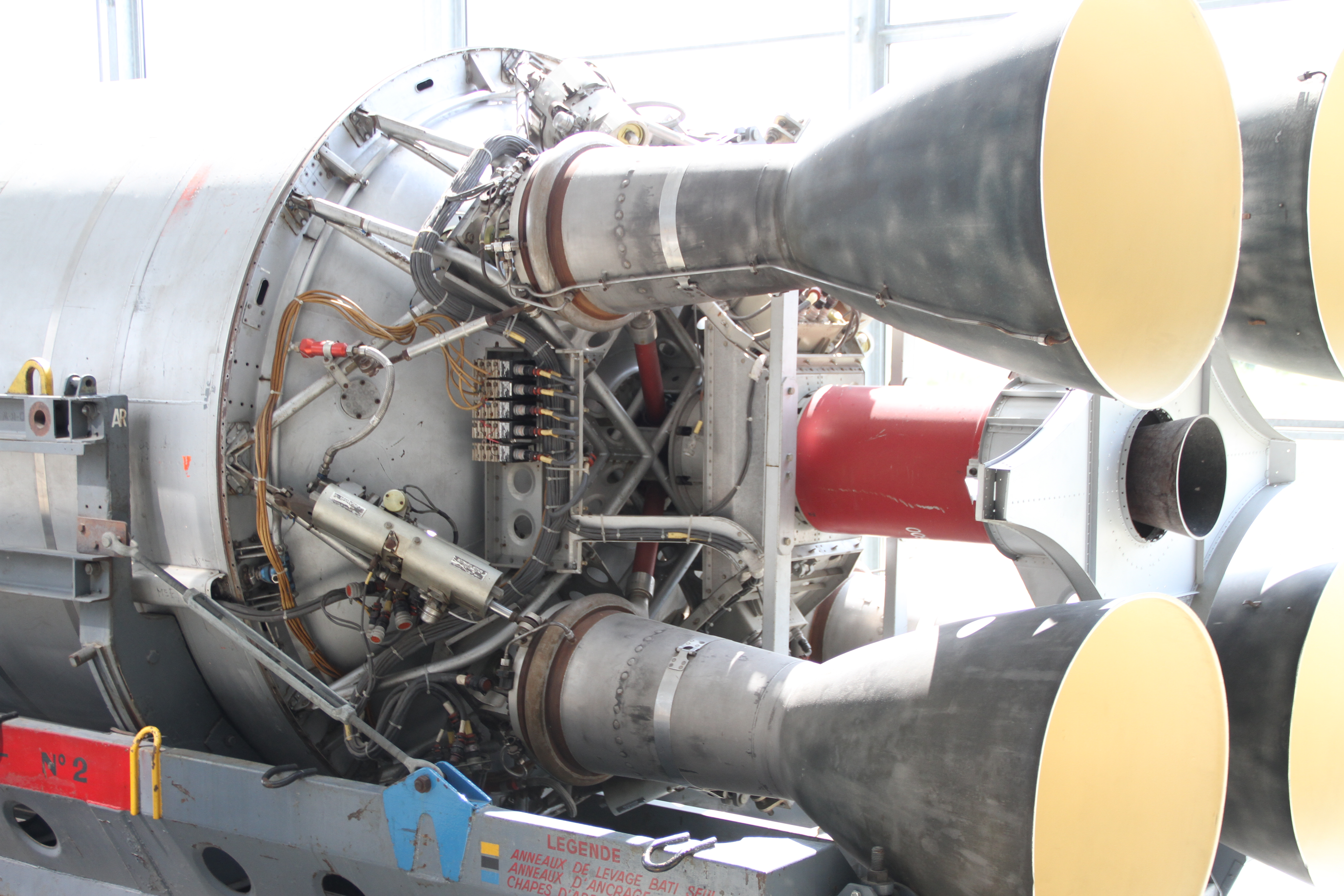
Cora

Cora ist der Name einer einstufigen französischen Experimentalrakete.
Diese Rakete wurde mit Distickstofftetroxid und UDMH angetrieben. Die Cora diente zur Komponentenerprobung für die geplante Rakete Europa. Die Erststufe der Cora war 5,5 Meter lang und besaß einen Durchmesser von 2 Metern. Sie wog vollbetankt 9,85 Tonnen. Die gesamte Rakete hatte eine Länge von 11,5 Metern und ein Startgewicht von 16,5 Tonnen.
Die Cora wurde am 27. November 1966 und am 18. Dezember 1966 von Hammaguir gestartet. Beim ersten Start ging die Kontrolle über die Rakete nach 62 s verloren. Der zweite dieser Starts war erfolgreich. Am 25. Oktober 1967 erfolgte ein weiterer Startversuch von Biscarrosse aus, der allerdings wieder fehlschlug.
Die Cora war die größte je in Westeuropa gestartete Rakete.